# 新盛店镇
新盛店镇，是中华人民共和国山東省德州市夏津县下辖的一个乡镇级行政单位。

## 行政区划
新盛店镇下辖以下地区：
新盛店社区、后肖里长屯社区、东屯社区、双堂社区、季庄社区、腾庄社区、菜园社区、刘韩佘社区、大李庄社区、新霍庄社区、左王庄社区、张石庄社区、陈屯社区、纪孟三社区、东风社区、蔡庄社区、改貌渠社区、张官寨社区、五安庄村、忠信寨村、拐尔庄村、小辛庄村、前肖村、仁宫庄村、前胡官屯村、张大屯村、郑庄村、曹庄村、永安庄村、老金庄村、陈寨村、前霍庄村、刘辛庄村、岳集村、东马庄村、孙小屯村、西李官屯村、孙家窑村、毕庄村、宋里长屯村、盐厂村、韩庄村、王卞庄村、于堤口村、张堤口村和殷堤口村。